# 7462 Grenoble
7462 Grenoble este o planetă minoră (asteroid), cu un diametru de 5,302 km, din centura de asteroizi. A fost descoperită pe 20 noiembrie 1984 la Stația Anderson Mesa de Edward L. G. Bowell și a fost numită după Grenoble. 
Obiectul prezintă o orbită caracterizată de o semiaxă mare de 2,2678942 UAi, o excentricitate de 0,110416, o înclinație de 5,76021 ° în raport cu ecliptica.